# Apaeleticus americanus
Apaeleticus americanus là một loài tò vò trong họ Ichneumonidae.